# Marie Boivin
Marie-Anne Victoire Gillain Boivin (ur. 9 kwietnia 1773 w Wersalu, zm. 16 maja 1841 w Paryżu) – francuska położna i ginekolog, pisarka i wynalazczyni. Uważana jest za jedną z najważniejszych kobiet w medycynie w XIX wieku. Boivin wynalazła nowoczesny miednicomierz i wziernik dopochwowy, a podręczniki medyczne, które napisała, zostały przetłumaczone na różne języki i używane były przez ok. 150 lat. 

## Życiorys
Marie Anne Victoire Gillain urodziła się w 1773 roku w Wersalu.  Była wykształcona przez zakonnice w klasztorze w Étampes. Tam jej zainteresowanie medycyną zostało dostrzeżone przez Elżbietę Burbon (1764–1794), siostrę króla Ludwika XVI. Kiedy klasztor został zniszczony podczas rewolucji francuskiej, spędziła trzy lata studiując anatomię i położnictwo. 
Jej studia medyczne zostały przerwane, gdy wyszła za mąż za urzędnika Ludwika Boivina w 1797 roku. Louis Boivin zmarł wkrótce potem, pozostawiając ją z córką i niewielką sumą pieniędzy. Została położną w miejscowym szpitalu klinicznym, a w 1801 roku została kuratorem. W tej roli przekonała Jean-Antoine'a Chaptala, ministra spraw wewnętrznych, by ustanowić specjalną szkołę położnictwa przy klinice. Została później uczennicą tej szkoły, a po jej ukończeniu asystentką kierowniczki szpitala klinicznego Marie-Louise Lachapelle, która de facto była jej mentorką. 

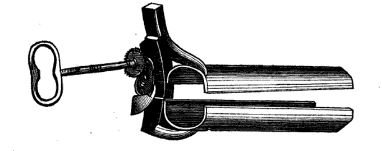
Wziernik dopochwowy wynalazku Marrie Boivin

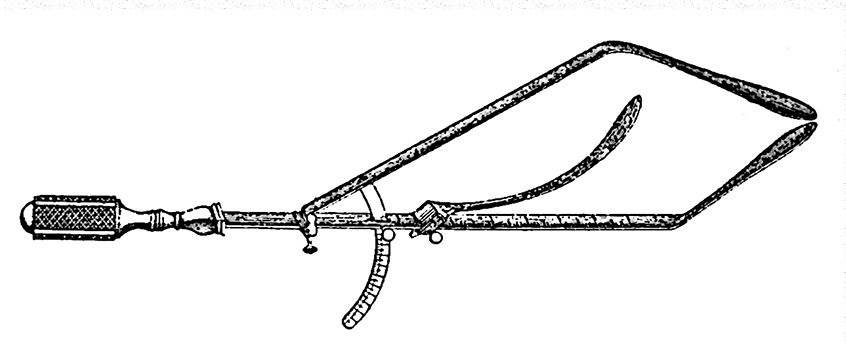
Miednicomierz wynalazku Marrie Boivin

Boivin wynalazła nowy pelwimetr i wziernik pochwy używany do rozszerzania warg sromowych i badania szyjki macicy. Jej wynalazek pomógł nie tylko pacjentkom, ale także lekarzom. Jako jedna z pierwszych położnych używała stetoskopu do słuchania bicia serca płodu. Boivin była również jednym z pierwszych lekarzy, którzy dokonali amputacji macicy oraz szyjki macicy w celu walki z jej nowotworem. Ponieważ Boivin była innowacyjnym i zręcznym ginekologiem, promując wkład kobiet w tę dyscyplinę medycyny, niemieckie uniwersytety stały się bardziej otwarte na przyjmowanie kobiet na zajęcia z chirurgii ginekologicznej. Przypisuje się jej odkrycie przyczyny niektórych rodzajów krwawień, poronień oraz chorób łożyska i macicy.  
W latach 1812–1823 wydała wiele publikacji, zarówno oryginalnych, jak i tłumaczeń. Jej pierwsze wydanie Memorial de l'Art des Accouchemens zostało opublikowane w 1812 roku. Zawierało notatki, które zaczerpnęła z nauczania Marie-Louise Lachapelle, a książka ta była używana jako podręcznik dla studentów medycyny i położnych. Trzecie wydanie Memorial de l'Art des Accouchemens zostało przetłumaczone na kilka języków europejskich. Jej praca o aborcji otrzymała wyróżnienie od Société royale de médecine w Bordeaux. Opublikowała także artykuły na temat własnych wynalazków w biuletynach „De la faculta de Medecine” i „Academie Royale de Medecine de Paris”. 
Zmarła w ubóstwie 16 maja 1841 roku w Paryżu na udar mózgu.

## Wyróżnienia
- Złoty Medal Zasługi Obywatelskiej Prus, 1814[2],
- Doktor honoris causa uniwersytetu w Marburgu, 1827[4],
- Przedszkole nazwane na cześć Boivin w jej rodzinnym mieście, Wersalu[5].